# Bushenyi (district)
Bushenyi is een district in het zuidwesten van Oeganda. De hoofdstad is de gelijknamige stad Bushenyi. In 2012 telde het kleinere district Bushenyi naar schattig 251.400 inwoners. Meer dan 26% van de bevolking woont in stedelijke gebieden.
Het district werd gecreëerd in 1974. In 1993 werd het district Ntungamo afgesplitst van Bushenyi. Bushenyi telde in 2002 723.427 inwoners. In 2010 werd het district verder opgedeeld en vier nieuwe districten (Sheema, Buhweju, Rubirizi en Mitooma) werden afgesplitst.
De voornaamste bevolkingsgroep zijn de Nyankole. Andere bevolkingsgroepen in het district zijn de Kiga, Ganda en Konjo.

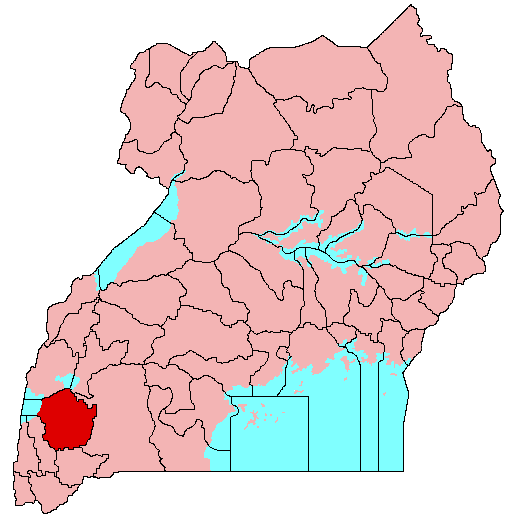
Het district voor het in 2010 werd opgesplitst